# Caravana (rulot)

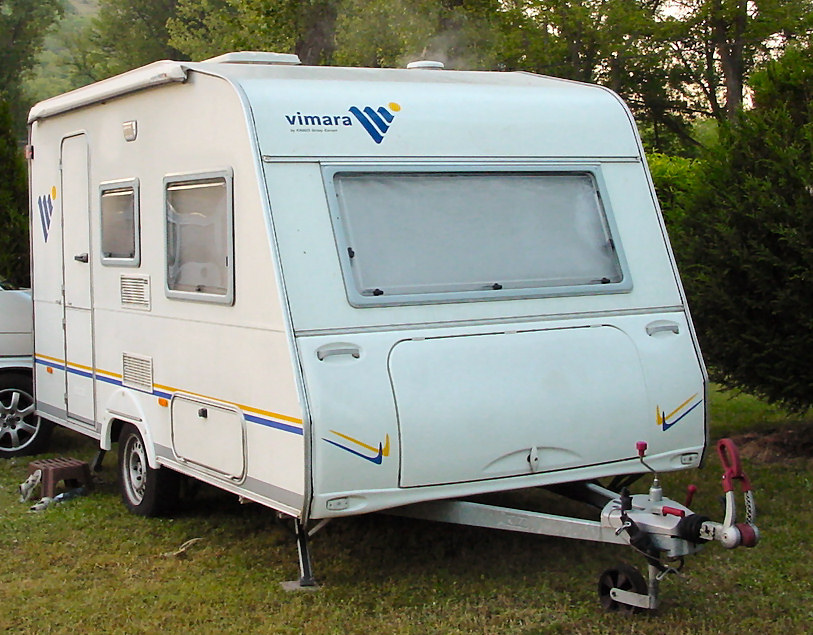
Caravana de remolc

Una caravana o rulot és un tipus de remolc, arrossegat per un automòbil o camió, emprat de forma temporal (per a l'acampada, per exemple) o permanent. Quan la caravana s'integra en un cotxe o furgoneta, s'anomena autocaravana.

## Història

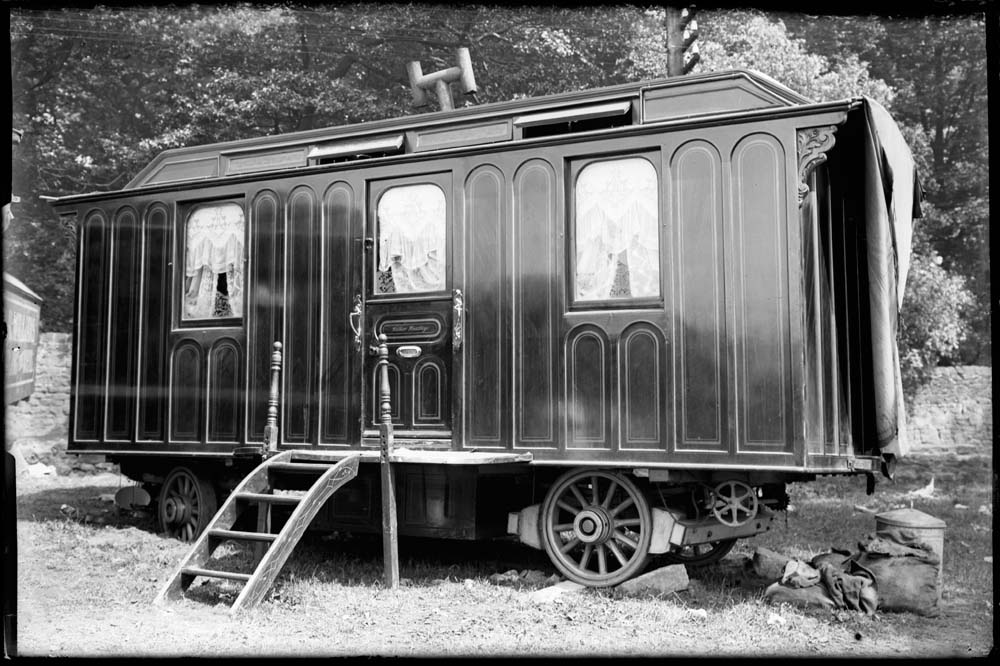
William Gordon Stables a la seva caravana d'oci, el Wanderer.

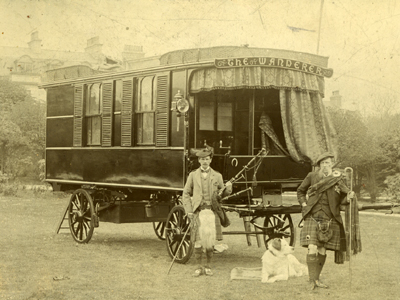
Caravana elaborada construïda per en Howcroft de West Hartlepool per a un showman anglès, la primera meitat del.

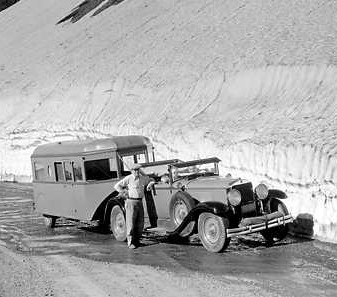
Remolc d'observació de turismes i cotxes, Parc Nacional Glacier, Montana, 1933

A Europa, els orígens de les caravanes poden remuntar als gitanos itinerants i als showmen que van passar la major part de les seves vides en caravanes tirades per cavalls.
Samuel White Baker va comprar una caravana gitana a Gran Bretanya i la va enviar a Xipre per a la seva gira el 1879. El primer remolc d'oci del món va ser construït pel Bristol Wagon & Carriage Works el 1880 per al Dr. William Gordon Stables, un popular autor de ficció d'aventures adolescents, que va ordenar una "caravana de cavallers". Era un disseny de 5,5 m, basat en els seus vagons bíblics usats pels predicadors que viatjaven a la zona salvatge dels Estats Units. Els Stables el van anomenar Wanderer. Va viatjar al voltant del camp britànic i més tard va escriure un llibre que documentava els seus viatges el 1885 anomenat The Gentleman Gypsy. Això va canviar el duc de Newcastle per encarregar la seva pròpia caravana, The Bohemian.
A la fi del segle, el 'caravaning' per a l'oci es va convertir en una activitat cada vegada més popular. El 1901 es va establir el primer club dedicat a les caravanes. El Camping and Caravanning Club (originari de l'Associació de ciclistes campistes) va ser fundat per Thomas Hiram Holding, el pare del càmping modern. El Caravan Club va ser fundat el 1907 amb Stables com a vicepresident. El seu objectiu declarat era "reunir els interessats en la vida de les furgonetes com a passatemps ... per millorar i subministrar furgonetes i altres aparells adequats ... i per organitzar campaments". El caravanning va guanyar popularitat a Amèrica del Nord als anys vint.
Els remolcs moderns de viatge venen en una varietat de mides, des de petits remolcs de dues places sense lavabo i només amb instal·lacions bàsiques de la cuina, fins a grans tipus, de tres eixos, amb sis lliteres.

### Caravanes de romaní
Les caravanes, especialment el Vardo, han servit tant com a icona cultural significativa i com a símbol dels gitanos nòmades. Fins a principis del segle xix, les caravanes romaní servien principalment de mitjans de transport i no com a domicili. A principis del segle xix, més persones de Roma van començar a viure a les seves caravanes en lloc de dormir en tendes de campanya. La caravana oferia una major protecció contra les condicions meteorològiques i podia estar equipada amb comoditats modernes, com ara estufes de llenya. Sovint, es va encarregar a les caravanes de construir-se a petició de parelles de casament i de les seves famílies. Els mètodes preindustrials a petita escala dels constructors i el caràcter intensiu en mà d'obra del procés de construcció van fer que la caravana d'una família pogués durar fins a un any.